# Koldín
Koldín (německy Koldin) je obec v okrese Ústí nad Orlicí v Pardubickém kraji. Nachází se zhruba 4,5 kilometru severovýchodně od města Choceň. Žije zde 376 obyvatel.
V obci funguje mateřská škola, obchod se smíšeným zbožím i pohostinství.

## Historie
První písemná zmínka o vesnici pochází z roku 1309.

## Obyvatelstvo
| Rok            | 1869 | 1880 | 1890 | 1900 | 1910 | 1921 | 1930 | 1950 | 1961 | 1970 | 1980 | 1991 | 2001 | 2011 | 2021 |
| -------------- | ---- | ---- | ---- | ---- | ---- | ---- | ---- | ---- | ---- | ---- | ---- | ---- | ---- | ---- | ---- |
| Počet obyvatel | 606  | 635  | 610  | 596  | 575  | 545  | 547  | 463  | 416  | 406  | 340  | 320  | 335  | 346  | 365  |
| Počet domů     | 87   | 93   | 99   | 95   | 95   | 93   | 105  | 116  | 110  | 104  | 100  | 112  | 118  | 123  | 131  |

## Obecní správa

### Části obce
- Hradiště
- Koldín

### Obecní symboly
Znak a vlajka byly obci uděleny rozhodnutím předsedy Poslanecké sněmovny Parlamentu České republiky dne 27. února 2004.

## Pamětihodnosti
- Koldínský zámek založil v renesančním slohu Jan Hilebrand z Rýrmburka koncem 16. století.[7]
- Klasicistní kostel svaté Anny z roku 1846
- Na vrchu Chlum severně od vesnice se zřícenina malého hradu Dřel připomínaného v patnáctém století.[8]
- Tvrziště Chlumek ve východní části správního území obce

## Galerie

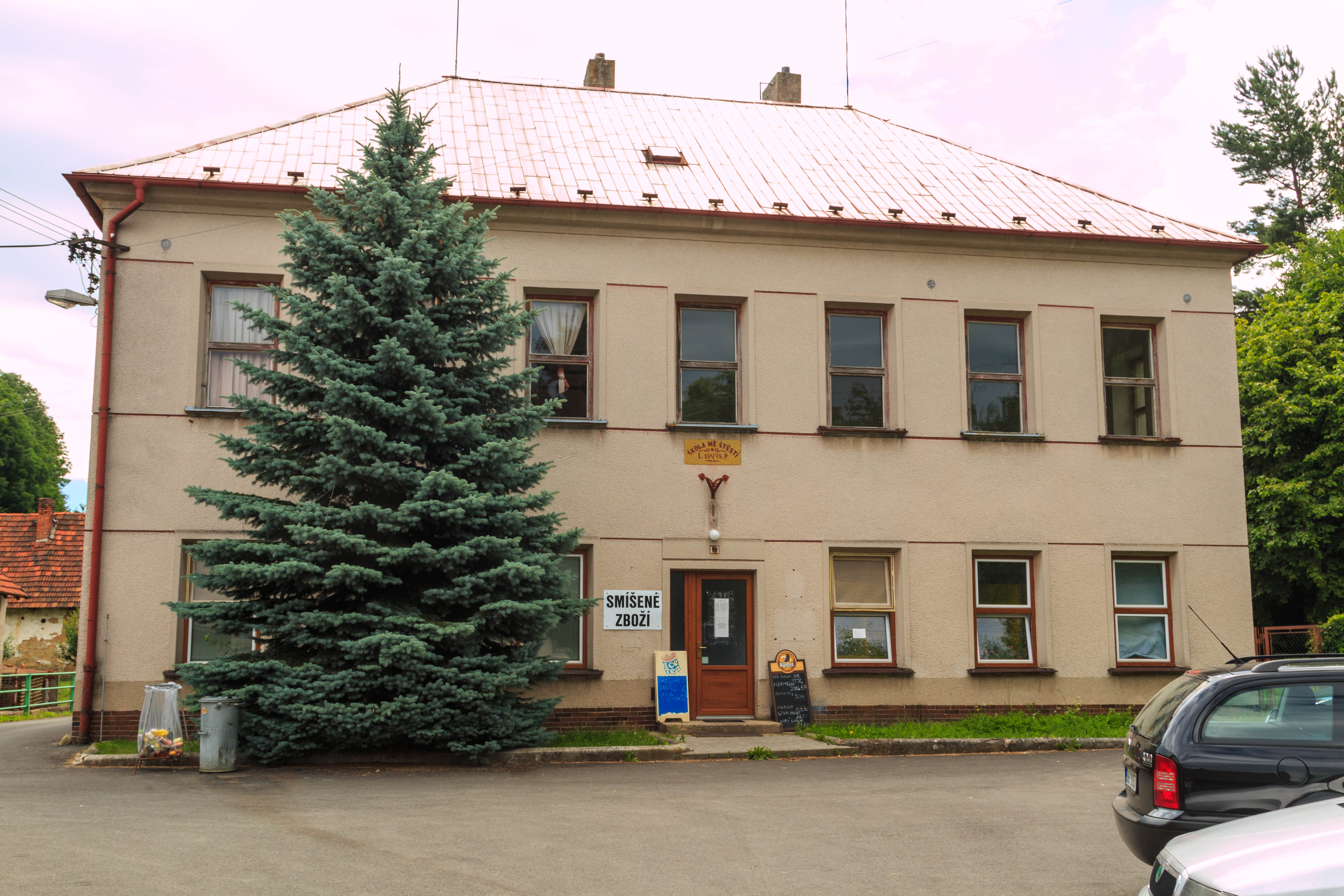
Bývalá škola
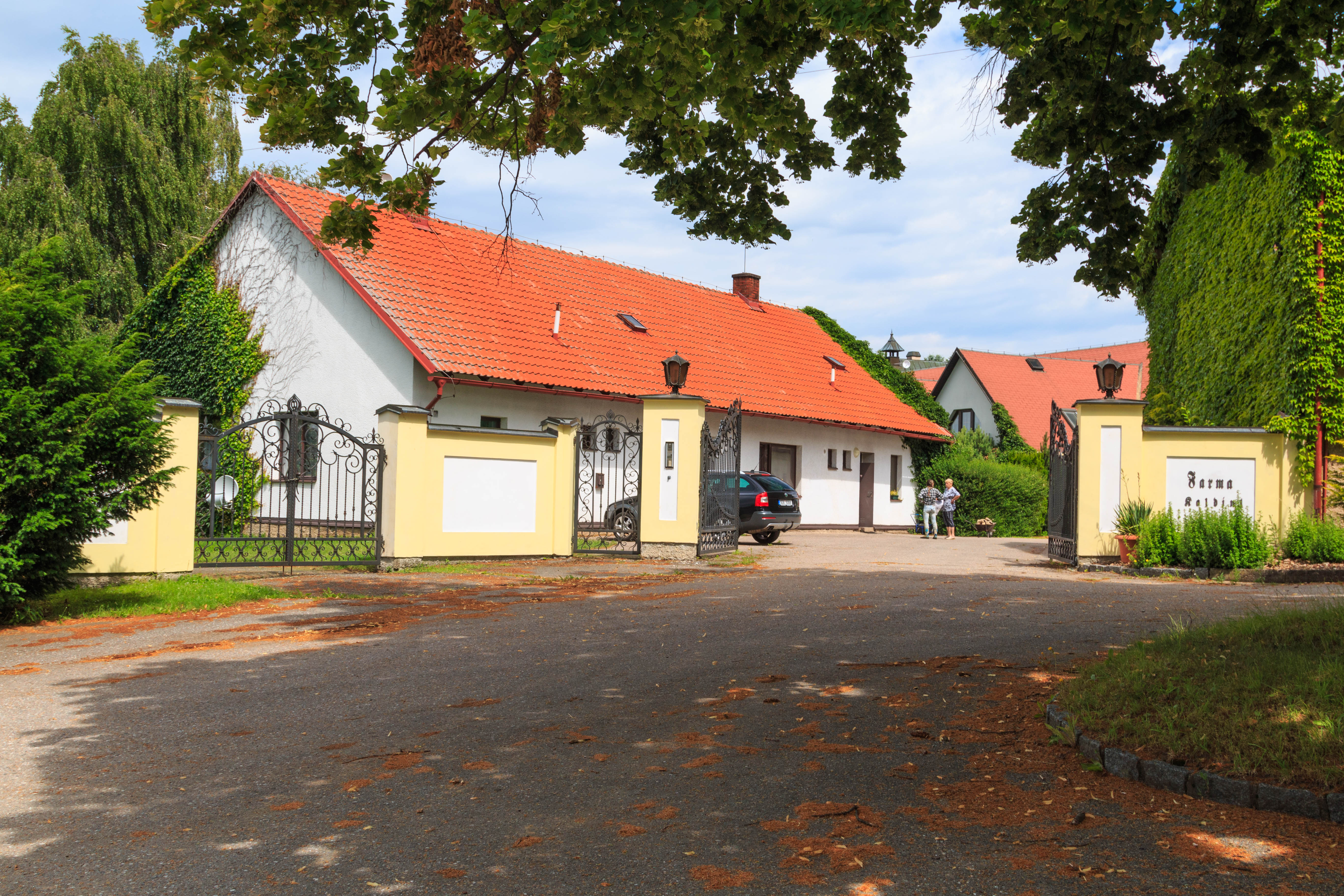
Stavení čp. 77
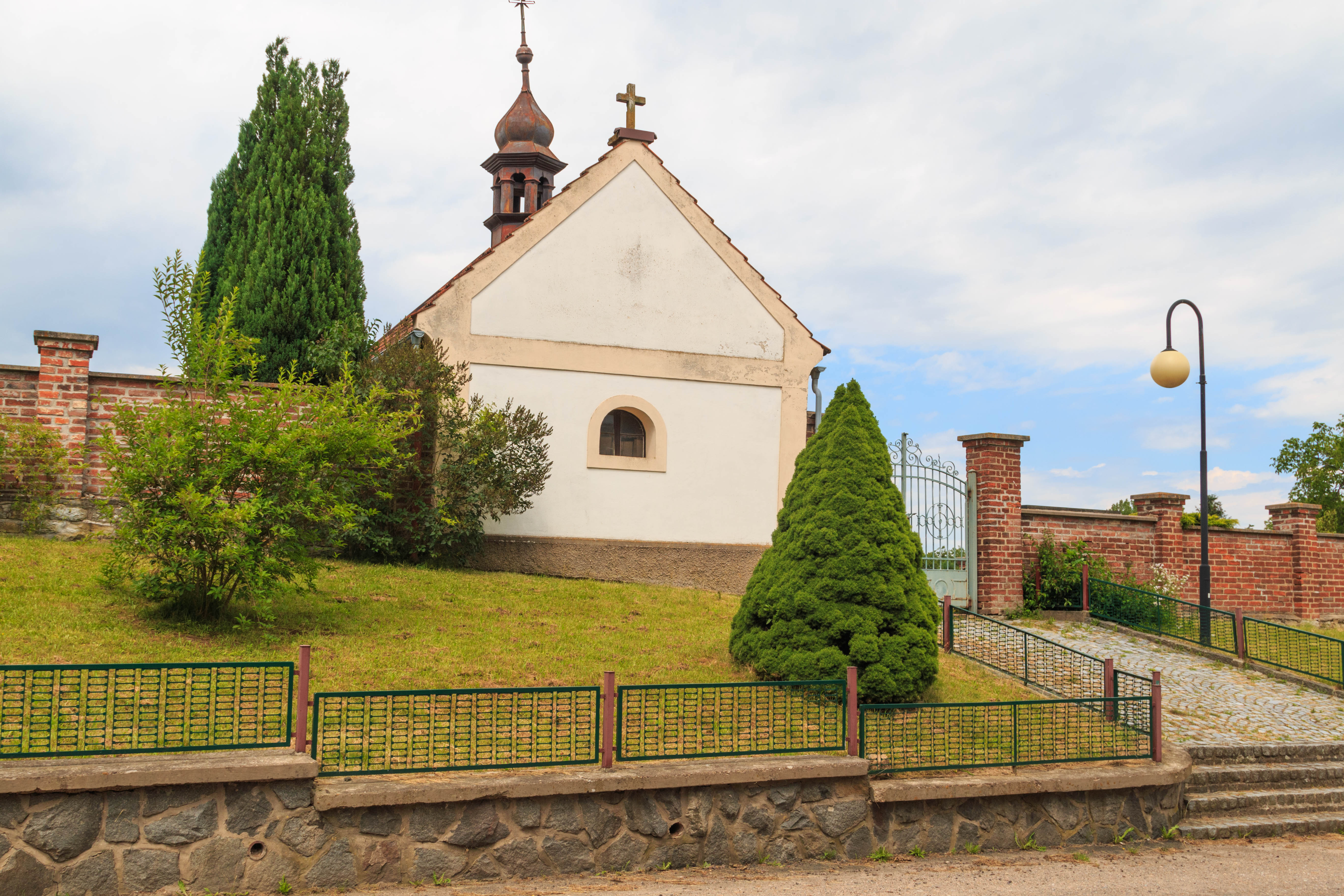
Hřbitov
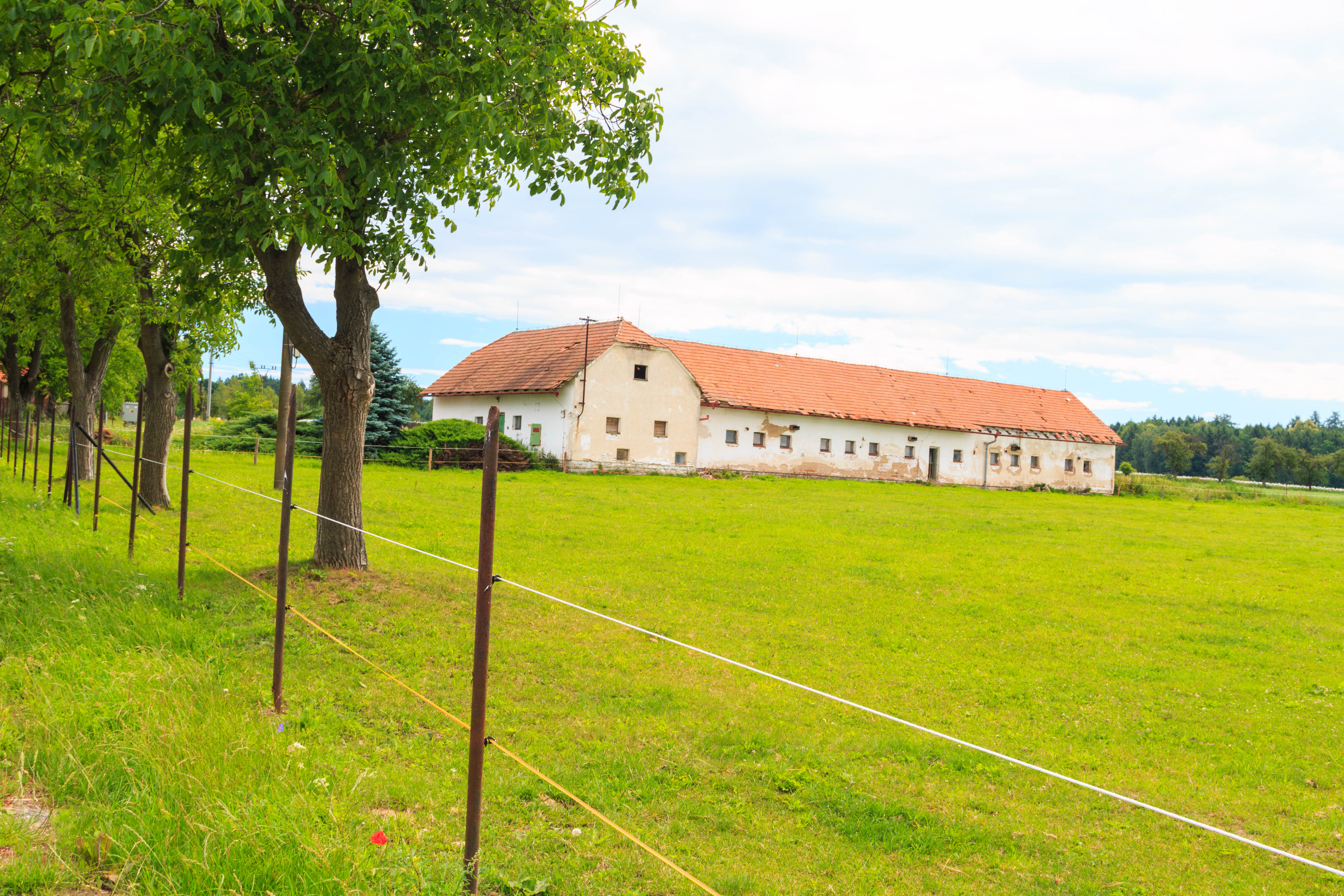
Kravín
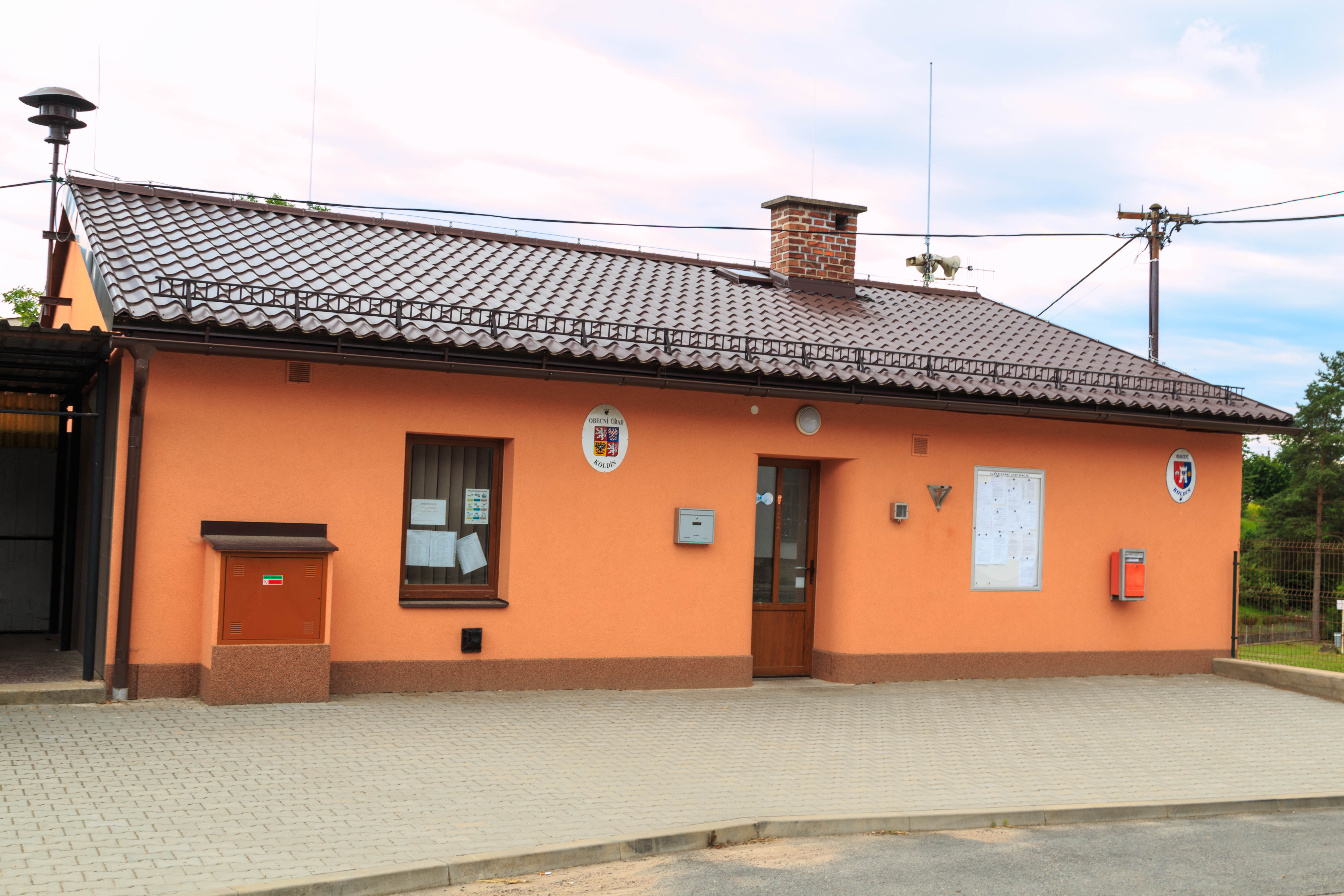
Obecní úřad
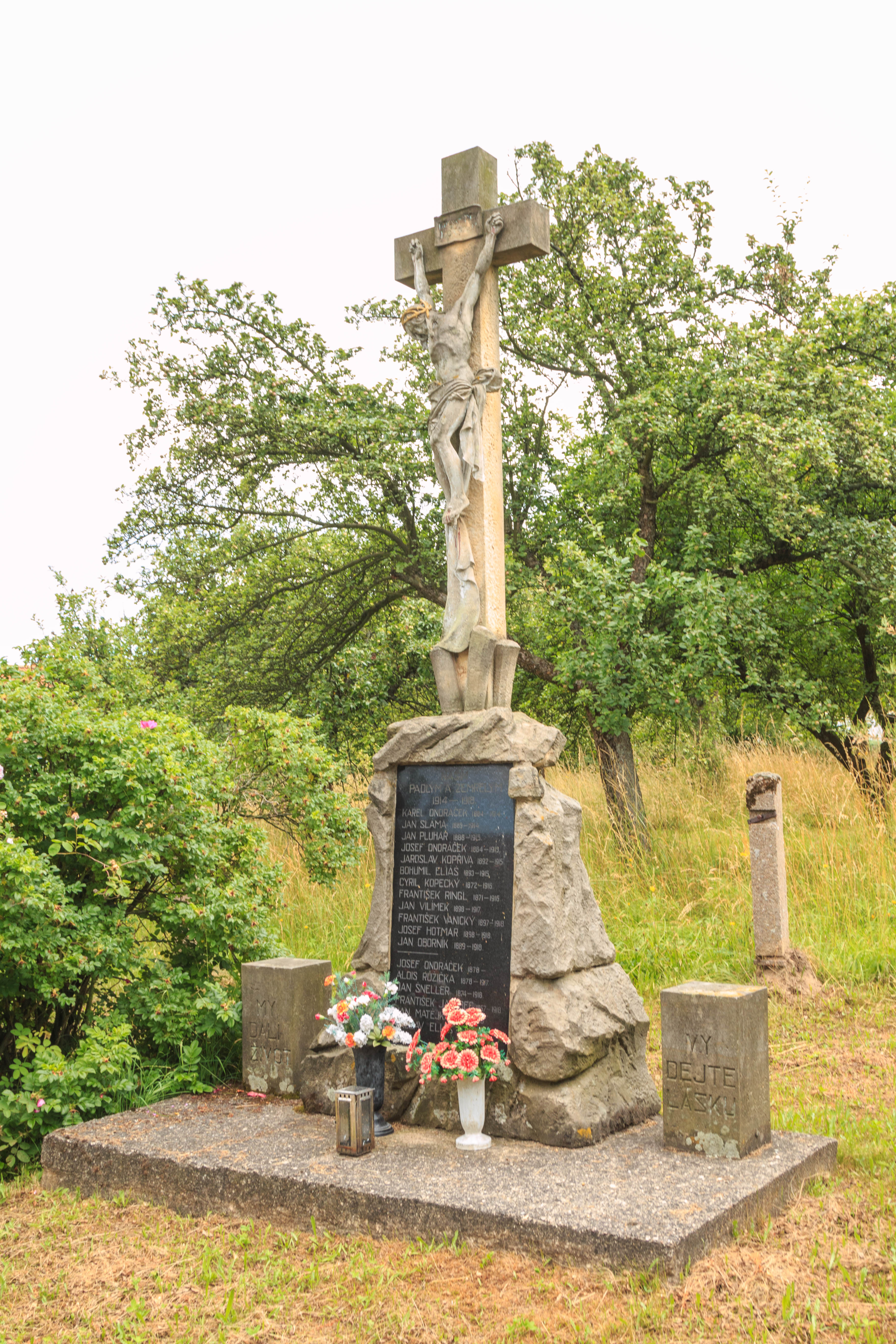
Křížek